# Liu Hong
Ne pas confondre avec l'astronomee chinoise Liu Hong (astronome).
Liu Hong (en chinois, 刘虹, née le 12 mai 1987 dans le xian d'Anfu) est une athlète chinoise, spécialiste de la marche, quadruple championne du monde du 20 km en 2011 à Daegu, en 2013 à Moscou, en 2015 à Pékin et en 2019 à Doha. Elle est également sacrée championne olympique en 2016 à Rio de Janeiro sur la même distance.
Elle est l'actuelle détentrice du record du monde du 50 km marche, en 3 h 59 min 15 s, établi le 9 mars 2019. Elle a également détenu le record du monde du 20 km marche entre 2015 et 2021.

## Biographie
Venant d'une famille de fermiers, elle a deux frères plus âgés. Elle débute l'athlétisme en 2002 par le 800 m, puis découvre la marche et s'entraîne avec Sun Li An et Zhang Fu Xin.
Elle remporte en 2006 la médaille d'or des championnats du monde juniors à Pékin sur le 10 000 m marche. En fin d'année, elle décroche son premier titre international sénior en s'imposant aux Jeux asiatiques de Doha en 1 h 32 min 19 s, record des Jeux.
En 2008, Liu Hong échoue au pied du podium du 20 km marche des Jeux olympiques de Pékin, terminant à cinq secondes de l'Italienne Elisa Rigaudo, médaillée de bronze. Elle améliore néanmoins son record personnel en signant le temps d' 1 h 27 min 17 s. Les douze premières athlètes réalisent un meilleur temps que le record olympique.

### Premières médailles mondiales et olympiques (2009-2013)
L'année suivante, la Chinoise s'adjuge la médaille de bronze des championnats du monde 2009 de Berlin en 1 h 29 min 10 s, sa meilleure performance de l'année, derrière la Russe Olga Kaniskina et l'Irlandaise Olive Loughnane. La Russe est cependant disqualifiée par la suite pour dopage, permettant à Hong d'être reclassée 2e. En fin d'année, elle quitte ses coachs de ses débuts pour s'entraîner avec l'Italien Sandro Damilano.
En 2011, elle devient vice-championne du monde aux championnats du monde de Daegu derrière Olga Kaniskina, mais toujours en raison du dopage de celle-ci, la Chinoise récupère quelques années plus tard le titre, le premier de sa carrière.
Le 30 mars 2012, à Taicang, elle bat le record d'Asie de la distance en 1 h 25 min 46 s, soit 38 secondes de mieux que l'ancien record de sa compatriote Wang Yan, datant de 2001. En août, lors des Jeux olympiques de Londres, elle termine initialement à la 4e place de la course olympique, en 1 h 26 min 00 s. Sa compatriote Qieyang Shenjie bat par ailleurs son record d'Asie, en 1 h 25 min 16 s. Les disqualifications pour dopage d'Olga Kaniskina en 2016 et de sa compatriote Elena Lashamanova en 2022 lui permettent toutefois de décrocher l'argent, sa première médaille olympique.
En 2013, elle se classe dans un premier temps deuxième lors des championnats du monde de Moscou, derrière Elena Lashmanova, recevant ainsi sa 3e médaille mondiale consécutive. Mais en 2022, Lashmanova est déchue de ses titres acquis en 2012 et 2013, cédant ainsi la médaille d'or à Liu Hong.

### Record du monde du 20 km et titre olympique (2015-2016)
Le 6 juin 2015, à La Corogne, Liu Hong établit un nouveau record du monde du 20 kilomètres marche en 1 h 24 min 38 s. En août, à Pékin, elle s'impose lors des championnats du monde de Pékin en 1 h 27 min 45 s, devant sa compatriote Lü Xiuzhi (même temps).
Le 7 mai 2016, elle remporte le titre mondial individuel et par équipes lors des championnats du monde par équipes de marche 2016 à Rome, mais le 28 juillet ces deux titres lui sont retirés par l'IAAF pour dopage. Néanmoins, contre toute attente, elle est autorisée à participer aux Jeux olympiques de Rio de Janeiro et gagne, le 19 août, son premier titre de championne olympique, en 1 h 28 min 35 s, après avoir dominé au sprint la Mexicaine Maria Guadalupe Gonzalez.
Après ce titre olympique, la Chinoise décide de prendre une pause lors de la saison 2017 et fait donc l'impasse sur les championnats du monde de Londres. Elle est enceinte.

### Troisième titre mondial et troisième médaille olympique (2018-2021)
Après sa maternité, Liu Hong revient à la compétition le 1er janvier 2019, à Hong Kong, où elle remporte la course en 1 h 30 min 43 s. Elle marche ensuite en 1 h 27 min 56 s aux championnats de Japon, course où elle a été invitée. Le 9 mars 2019, pour son premier essai sur la distance, Hong bat le record du monde du 50 km marche et devient la première femme de l'histoire à parcourir la distance en moins de 4 heures, en 3 min 59 s 15. Elle améliore de 5 minutes et 21 secondes l'ancien record détenu depuis 2018 par sa compatriote Liang Rui. Elle est alors la première femme à détenir les records mondiaux du 20 km et du 50 km en même temps.
Le 29 septembre 2019, elle s'adjuge son quatrième titre mondial sur 20 km marche lors des championnats du monde de Doha, formant un podium 100% chinois avec ses compatriotes Qieyang Shenjie et Yang Liujing.
Aux Jeux Olympiques de Tokyo en 2021, la Chinoise parvient à obtenir la médaille de bronze sur 20 km, la troisième médaille olympique de sa carrière en quatre olympiades. Longtemps quatrième de la course, Liu Hong profite de la pénalité de deux minutes attribuée à la Brésilienne Erica Rocha de Sena à 300 mètres de la ligne d'arrivée pour monter sur le podium, derrière l'Italienne Antonella Palmisano et la Colombienne Sandra Arenas. 

## Vie privée
En novembre 2017, elle donne naissance pour la première fois, à une fille prénommée Xixi.

## Palmarès
| Date | Compétition                   | Lieu                        | Résultat | Épreuve  | Temps           |
| ---- | ----------------------------- | --------------------------- | -------- | -------- | --------------- |
| 2006 | Championnats du monde juniors | Pékin                       | 1re      | 10 000 m | 45 min 12 s 84  |
| 2006 | Coupe du monde de marche      | La Corogne                  | 6e       | 20 km    | 1 h 28 min 59 s |
| 2006 | Jeux asiatiques               | Doha                        | 1re      | 20 km    | 1 h 32 min 19 s |
| 2007 | Championnats du monde         | Osaka                       | 19e      | 20 km    | 1 h 36 min 40 s |
| 2008 | Jeux olympiques               | Pékin                       | 4e       | 20 km    | 1 h 27 min 17 s |
| 2009 | Championnats du monde         | Berlin                      | 2e       | 20 km    | 1 h 29 min 10 s |
| 2010 | Coupe du monde de marche      | Chihuahua                   | 13e      | 20 km    | 1 h 36 min 34 s |
| 2010 | Jeux asiatiques               | Guangzhou                   | 1re      | 20 km    | 1 h 30 min 06 s |
| 2011 | Championnats du monde         | Daegu                       | 1re      | 20 km    | 1 h 30 min 00 s |
| 2011 | Challenge mondial de marche   | Challenge mondial de marche | 1re      | 20 km    | 34 pts          |
| 2012 | Jeux olympiques               | Londres                     | 2e       | 20 km    | 1 h 26 min 00 s |
| 2012 | Challenge mondial de marche   | Challenge mondial de marche | 1re      | 20 km    | 36 pts          |
| 2013 | Championnats du monde         | Moscou                      | 1re      | 20 km    | 1 h 28 min 10 s |
| 2014 | Coupe du monde de marche      | Taicang                     | 2e       | 20 km    | 1 h 26 min 58 s |
| 2014 | Challenge mondial de marche   | Challenge mondial de marche | 1re      | 20 km    | 34 pts          |
| 2015 | Championnats du monde         | Pékin                       | 1re      | 20 km    | 1 h 27 min 45 s |
| 2015 | Challenge mondial de marche   | Challenge mondial de marche | 1re      | 20 km    | 40 pts          |
| 2016 | Jeux olympiques               | Rio de Janeiro              | 1re      | 20 km    | 1 h 28 min 35 s |
| 2019 | Championnats du monde         | Doha                        | 1re      | 20 km    | 1 h 32 min 53 s |
| 2021 | Jeux olympiques               | Tokyo                       | 3e       | 20 km    | 1 h 29 min 57 s |
| 2022 | Championnats du monde         | Eugene                      | 5e       | 20 km    | 1 h 29 min 00 s |
| 2023 | Championnats du monde         | Budapest                    | 17e      | 20 km    | 1 h 30 min 34 s |

## Records
| Épreuve      | Temps                | Lieu      | Date          |
| ------------ | -------------------- | --------- | ------------- |
| 20 km marche | 1 h 24 min 27 s      | Huangshan | 20 mars 2021  |
| 35 km marche | 2 h 38 min 42 s (AR) | Wajima    | 16 avril 2023 |
| 50 km marche | 3 h 59 min 15 s (WR) | Huangshan | 9 mars 2019   |